# Cité Jandelle
Cité Jandelle är en återvändsgata i Quartier du Combat i Paris nittonde arrondissement. Gatan är uppkallad efter den markägare, på vars mark gatan anlades. Cité Jandelle börjar vid Rue Rébeval 53.

## Omgivningar
- Notre-Dame-de-l'Assomption des Buttes-Chaumont
- Saint-Georges de la Villette
- Parc des Buttes-Chaumont
- Jardin Rébeval
- Cité Hiver
- Passage Gauthier

## Bilder
| - Gatuskylt. - Notre-Dame-de-l'Assomption des Buttes-Chaumont. - Saint-Georges de la Villette - Parc des Buttes-Chaumont. |

## Kommunikationer
- Tunnelbana – linje  – Buttes Chaumont
- Busshållplats Botzaris – Buttes-Chaumont – Paris bussnät

### Webbkällor
- ”Cité Jandelle”. Mairie de Paris. https://web.archive.org/web/20160303183125/http://www.v2asp.paris.fr/commun/v2asp/v2/nomenclature_voies/Voieactu/4730.nom.htm. Läst 21 januari 2024.
- ”Cité Jandelle (19ème arrondissement)”. Les rues de Paris. https://web.archive.org/web/20160409130348/http://www.parisrues.com/rues19/paris-19-cite-jandelle.html. Läst 21 januari 2024.